# Johann Schweffel III.

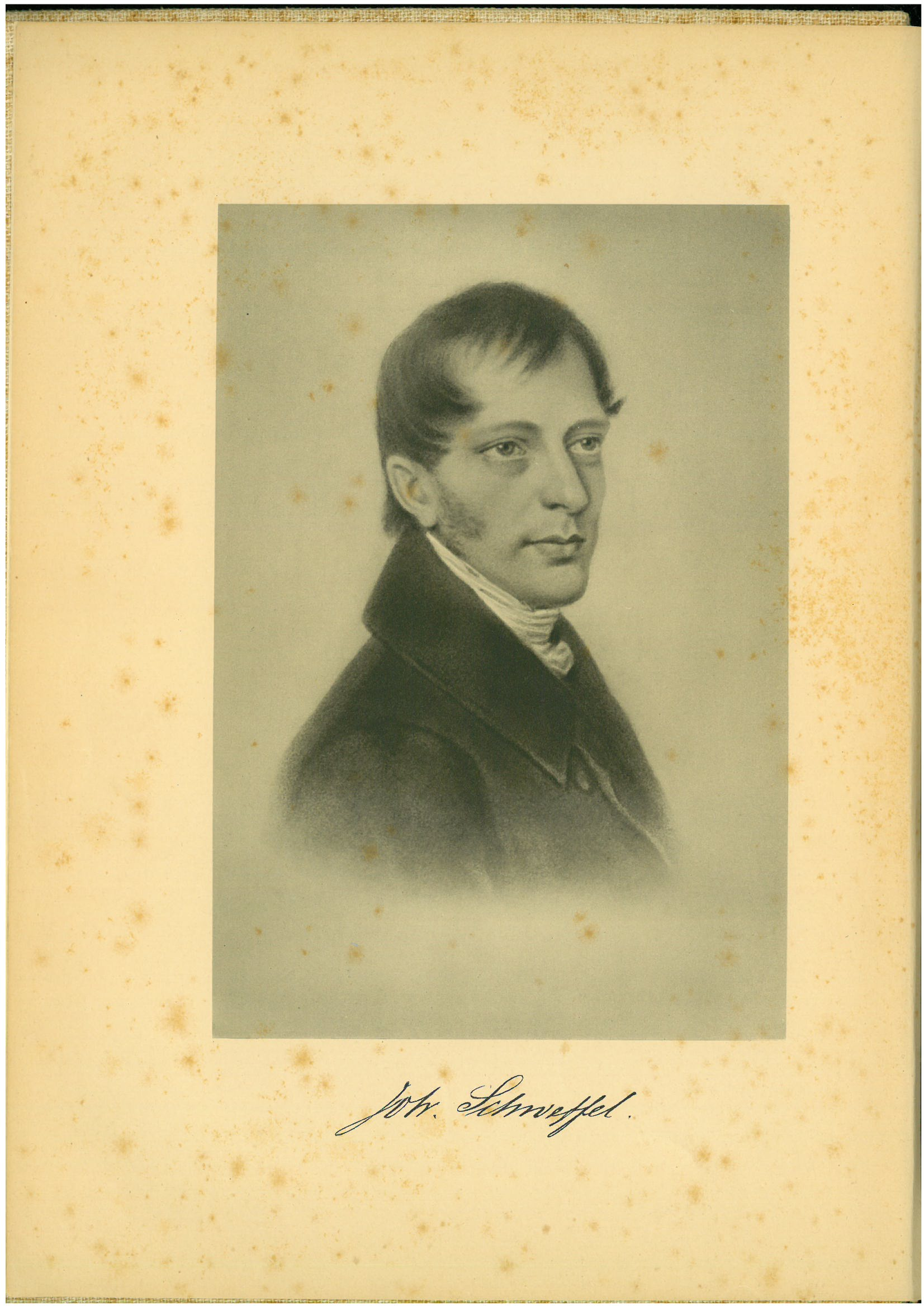
Johann Schweffel III.

Johann Schweffel III. (* 28. Juli 1796 in Kiel; † 14. April 1865 ebenda) war ein Kieler Unternehmer und Politiker des 19. Jahrhunderts.

## Herkunft und Familie
Schweffel wurde als der jüngere Sohn und eines von zehn Kindern des in Kiel ansässigen Kaufmanns Johann Hinrich Schweffel II. (1751–1808) und seiner Frau Lucia Christiana Struve (1756–1805) geboren. Dieser hatte von seinem aus Meldorf nach Kiel zugezogenen Vater, dem Ratsherrn Johann Schweffel I. (1720–1792) das Handelsgeschäft in Kiel und auch das von diesem erbaute Schweffelhaus übernommen.
Johann Schweffel III. war zweimal verheiratet:
- 5. November 1820 mit Caroline Grube (1798–1834) aus Kiel und
- 21. Mai 1844 mit Mariane Amalie Jacobine Mathilde Thiele (1814–1893) aus Eutin.

Den Ehen entstammen zehn Kinder.

## Werdegang
Johann Schweffel III. wurde mit zwölf Jahren zum Vollwaisen. Bereits 1819 übernahm er das von seinem Vater ererbte Geschäft und wurde bereits 1821 in die Stadtvertretung Kiels gewählt, der er bis 1864 angehörte.
1835/36 war er Mitglied der ersten Ständeversammlung Holsteins in Itzehoe. Er engagierte sich beim Bau der Altona-Kieler Eisenbahn wie beim Flottenausschuss 1848–1850. Nach dem Ende der Schleswig-Holsteinischen Erhebung wurde er 1853 erneut in die Holsteinische Ständeversammlung gewählt, nahm dieses Mandat aber nicht wahr und sein Stellvertreter Johann Christian Ravit nahm am Landtag teil.
Seine erste Maschinenfabrik errichtete er in Kiel 1825 auf der Rosenwiese, der heutigen Kaistraße. Als Reeder hatte er drei Segelschiffe und das nach Dänemark verkehrende Dampfschiff Löven.

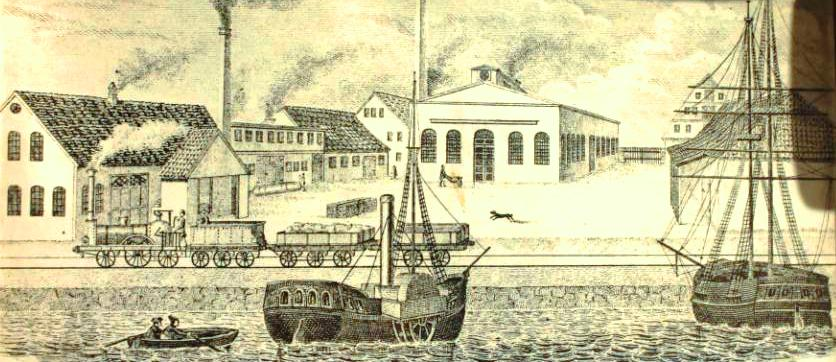
Schweffel & Howaldt um 1850 am Eisenbahndamm

1838 gründete er gemeinsam mit August Howaldt unter dem Namen Schweffel & Howaldt eine Maschinenbauanstalt und eine Eisengießerei. Die Firma beschäftigte bereits nach kurzer Zeit 120 Mitarbeiter. Diese Gründungen waren die ersten Beiträge zur späteren Industrialisierung Kiels im 19. Jahrhundert. Neben Landmaschinen ging aus der Fabrik Deutschlands erstes U-Boot, der Brandtaucher hervor. Der erste in Kiel gebaute Schiffsantrieb war für das Kanonenboot Von der Tann der Schleswig-Holsteinischen Marine. Die Arbeiter seiner Unternehmen errichteten dem in Kiel sehr beliebten Schweffel nach seinem Tode ein Denkmal nahe der Eisengießerei am Kleinen Kiel, das im Zweiten Weltkrieg zerstört wurde. Sein Sohn Johann Schweffel IV. (1825–1910) trat 1854 in die Firma Schweffel & Howaldt ein. Schweffel & Howaldt wurde nach dem Ausscheiden der Gründer 1879 von August Howaldts Söhnen als „Gebrüder Howaldt“ fortgeführt und später zusammen mit der Werft von Augusts Sohn Georg Howaldt zu den Howaldtswerken vereinigt.